# Саитов, Владимир Иванович
Влади́мир Ива́нович Саи́тов (5 [17] июня 1849, Санкт-Петербург — 29 января 1938, Ленинград) — русский библиограф

 и историк литературы, некрополист, секретарь Императорского Русского исторического общества (1916). Действительный статский советник (1916).

## Биография
Учился во 2-й Санкт-Петербургской гимназии, окончил 5 классов, ушел из гимназии по болезни в 1867 году, после чего занялся самообразованием. Начал свою творческую деятельность в 1875 году: собирал и описывал литературные и исторические памятники, с 1877 года публиковал статьи.
С 1888 года состоял на службе в Императорской Публичной библиотеке помощником библиотекаря отделения книг на русском языке, с работой в котором связана вся дальнейшая деятельность Саитова (с перерывом с 1893 по 1899 год). В 1909 году он возглавил это отделение, в 1916 году был пожалован чином действительного статского советника. С 1928 года, в котором Саитов вышел на пенсию, русское отделение по инициативе Н. Я. Марра получило его имя.
Наиболее важным из трудов Саитова является совместная с Л. Н. Майковым редакция «Сочинений К. Н. Батюшкова» (СПб., 1887). Под скромным названием «примечаний» в этом издании помещены принадлежащие перу Саитова обстоятельные биографии почти всех главнейших деятелей русской литературы начала XIX в. За эту работу Саитов получил поощрительную пушкинскую премию.
Некоторые из этих биографий представляют собой обширные, первые в литературоведении исследования о русских писателях; таковы, напр., биографии А. И. Тургенева, князя П. И. Шаликова, Д. В. Дашкова, М. Н. Муравьёва, В. А. Озерова, В. В. Капниста, В. Л. Пушкина, А. Н. Грузинцева. По общему отзыву критики конца XIX в., эти «примечания» Саитова составляют украшение издания, которое благодаря им является настольной книгой для историка русской литературы.
Такой же тщательностью отличаются и примечания Саитова к изданию графа С. Д. Шереметева: «Остафьевский архив», выходящему под ред. С. (т. I: «Переписка князя Вяземского с А. И. Тургеневым», СПб., 1899).
Под руководством Саитова начали свои историко-литературные труды многие молодые учёные, стремящиеся к той же точности и полноте исследования, какой отличаются работы Саитова.
Академия наук привлекла Владимира Ивановича Саитова в сотрудники предпринятого ей издания сочинений Пушкина. Саитову принадлежала одна из самых полных частных библиотек, посвящённых истории русской литературы.
Саитов имел репутацию добросовестного историка литературы, библиографа, фанатика своего дела. Он говорил К. И. Чуковскому, увидев в одной из брошюр штамп, поставленный прямо на портрете Л. Д. Троцкого: «Я сам не люблю Троцкого, с удовольствием повесил бы его. Но зачем должна страдать иконография?»

## Семья
- Жена — Елена Константиновна Саитова (ур. Якушева) (1867—1921)[4];
  - Сын — Борис Владимирович Саитов, известный музыковед, родился в 1897 году, скончался в блокадном Ленинграде 5 февраля 1942 года и похоронен на Пискарёвском кладбище[4].

## Место захоронения
Владимир Иванович был погребён на Смоленском православном кладбище, его могила со временем затерялась, но во второй половине 2010-х годов найдена поисковой группой МПИКЦ «Белое дело» на Прямой дорожке, участок 173; рядом могила его жены Елены Константиновны. В 2017 году семейное захоронение Саитовых было отреставрировано организацией ООО «Собор», и в декабре этого же года у их могил отслужена панихида протоиереями Игорем Есиповым и Иоанном Московским.

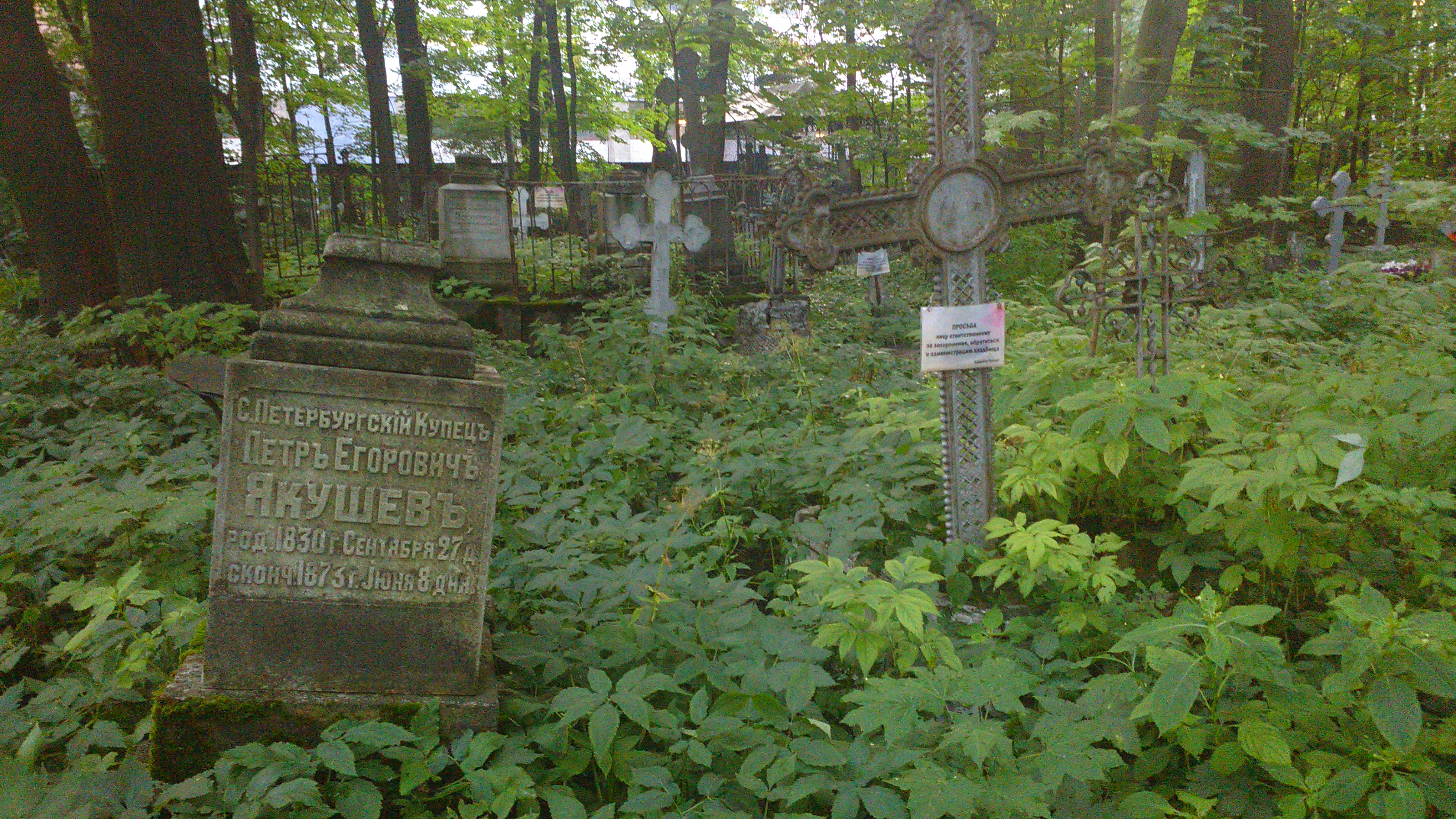
Могилы Саитовых в августе 2014 г.

Согласно данным Государственного музея городской скульптуры (ГМГС), захоронение Саитова В. И. находилось в другом месте: на Крещенской дорожке, недалеко от церкви Воскресения Христова
. В документах, подписанных зам. директора ГМГС И. К. Белдовским, зав. Отделом надгробной скульптуры Н. В. Успенским, научным сотрудником Е. В. Кучеровой и художницей С. В. Поль, могила Саитова указана под номером 5: она выявлена при обследовании Смоленского православного кладбища в период с августа по октябрь 1940 года; дано описание: четырехконечный деревянный крест в бетонной раковине с каменной крошкой с прямоугольной табличкой «Владимир Иванович Саитов, 1849—1938», ограждённые деревянным забором, на Крещенской дорожке; имеется негатив Н. В. Успенского (1885—1947) с изображением могилы.

## Труды
- Заметки и дополнения к «Опыту российской библиографии» Сопикова в «Журнале Министерства народного просвещения» 1878, № 6, и отд.;
- Дополнения к «Словарю» Геннади (там же, 1877, т. 189);
- «Санкт-Петербургский некрополь» (М., 1883, прил. к «Русскому Архиву»);
- Фёдор Григорьевич Карин: Один из малоизвестных писателей второй половины XVIII в. — Санкт-Петербург: ред. журн. «Библиограф» (Н. М. Лисовского), 1893. — 23 с.
- Совм. с Модзалевским Б. Л.: Московский некрополь: Т. 1-3; [Авт. предисл. и изд. вел. кн. Николай Михайлович] — Санкт-Петербург: тип. М. М. Стасюлевича, 1907—1908.
- Петербургский некрополь, том I (А-Г), том II (Д-Л), том III (М-Р), том IV (С-Фита) / В. И. Саитов (составитель), по поруч. Вел. Кн. Николая Михайловича. — СПб., типогр. М. М. Стасюлевича, 5 лин. В.О., д.28, 1912-1913.

Редактура:
- Сочинения В. Л. Пушкина, с биографическим очерком и примечаниями (СПб., 1893);
- «Письма Н. М. Карамзина к А. И. Тургеневу» в «Русской старине» 1899, № 1—4.

## Архив
Фонд Владимира Ивановича Саитова хранится в Российском государственном архиве литературы и искусства под номером 437. Фонд включает две описи и 382 единицы хранения. Крайние даты документальных материалов — с 1872 по 1933 год.
Материалы к биографии В. И. Саитова составляют материалы его служебной деятельности, связанные со службой в Публичной библиотеке. В личном фонде историка, а также в нескольких других фондах РГАЛИ мы можем обнаружить около двадцати писем и черновиков В. И. Саитова. Подавляющую часть фонда составляют письма единомышленников и коллег — историков, филологов, лингвистов к В. И. Саитову. Всего в фонде собраны письма от 376 корреспондентов.